# Tercera FEB
La Tercera FEB, conocida hasta 2024 como Liga Española de Baloncesto Aficionado o Liga EBA, es una competición de baloncesto organizada por la Federación Española de Baloncesto (FEB). Es el cuarto nivel del sistema de ligas de baloncesto de España. Se disputó por primera vez como Liga EBA en la temporada 1994-95, siendo entonces la segunda competición nacional solo por detrás de la liga ACB. A lo largo de las temporadas ha descendido hasta el cuarto nivel con la creación de las ligas LEB Oro y LEB Plata. A partir de la temporada 2024-25 la FEB cambia la denominación de sus ligas, pasando la liga EBA a denominarse Tercera FEB.

## Formato
La competición se compone de dos fases: Liga Regular y Fase Final de ascenso a Segunda FEB.

### Liga Regular
Los equipos están divididos actualmente, según su proximidad geográfica, en cinco conferencias, cada una de ellas formada por dos grupos de 14 equipos:
- Conferencia A: 2 grupos (A-A y A-B) de Galicia, Asturias, Cantabria, Castilla y León, Navarra, La Rioja y País Vasco.
- Conferencia B: 2 grupos (B-A y B-B) de Canarias, Castilla-La Mancha y Madrid.
- Conferencia C: 2 grupos (C-A y C-B) de Aragón, Cataluña e Islas Baleares.
- Conferencia D: 2 grupos (D-A y D-B) de Andalucía, Extremadura, Ceuta y Melilla.
- Conferencia E: 2 grupos (E-A y E-B) de la Comunidad Valenciana y Región de Murcia.

En cada conferencia tras la fase regular se clasifican para la fase de ascenso 3 equipos, los dos campeones de cada grupo más el ganador de la eliminatoria entre los segundos clasificados, excepto en la conferencia a la que pertenece el campeón de la temporada anterior, que clasificará directamente los dos segundos.
Descenderán a los correspondientes grupos de 1.ª División Nacional seis equipos de las conferencias B, C, D y E (los tres últimos de cada uno de los grupos) y ocho equipos de la conferencia A (los últimos cuatro de cada grupo).

### Fase Final
Los 16 equipos participantes se dividirán en 4 grupos de 4 equipos cada uno, y se disputarán 2 Fases de Ascenso (en dos sedes únicas), con el siguiente esquema (ejemplo temp. 24-25):
| Grupo A    | Grupo A    | Grupo B    | Grupo B    |
| Subgrupo 1 | Subgrupo 2 | Subgrupo 3 | Subgrupo 4 |
| ---------- | ---------- | ---------- | ---------- |
| 1A         | 1B         | 1C         | 1D         |
| 2C         | 2A         | 2B         | 1E         |
| 2D         | 2E         | 3A         | 3B         |
| 4E         | 3D         | 3E         | 3C         |

En cada subgrupo jugarán todos contra todos a una sola vuelta (tres jornadas).
En la cuarta jornada se celebrará el encuentro entre los segundos clasificados de cada subgrupo, a fin de definir los 6 equipos que obtendrán el ascenso a  Segunda FEB.
Ascenderán a  Segunda FEB 6 equipos: los 4 vencedores de cada uno de los subgrupos de las Fases de Ascenso, más los 2 vencedores de los encuentros jugados entre los segundos clasificados.

## Historial

### Formato Final a Ocho
Se disputaba una fase de ascenso tipo play-off. Los finalistas conseguían una plaza en la liga ACB en las fases de ascenso de las temporadas 1994-95 y 1995-96, en la liga LEB desde la temporada 1996-97 hasta la 1999-00, y en la liga LEB 2 desde las finales de la temporada 2000-01 hasta la 2006-07.
| Temporada | Nivel | Sede        | Campeón             | Finalista        | Resultado | Ascenso a |
| --------- | ----- | ----------- | ------------------- | ---------------- | --------- | --------- |
| 1994-95   | 2     | Gijón       | CB Gran Canaria     | Gijón Baloncesto | 86–84     | ACB       |
| 1995-96   | 2     | Lugo        | CB Granada          | Valencia BC      | 104–87    | ACB       |
| 1996-97   | 3     | Chipiona    | Menorca Bàsquet     | CB Cornellà      | 73–70     | LEB       |
| 1997-98   | 3     | Cabra       | SD Bidegintza Zalla | CB Galicia       | 74–71     | LEB       |
| 1998-99   | 3     | Gandía      | UB La Palma         | CB Calpe         | 71–62     | LEB       |
| 1999-00   | 3     | Guadalajara | CB Cornellà         | UB La Palma      | 74–58     | LEB       |
| 2000-01   | 4     | Pamplona    | Gramenet CB         | CB Montcada      | 91–76     | LEB 2     |
| 2001-02   | 4     | La Laguna   | CB Aracena          | CB 1939 Canarias | 87–79     | LEB 2     |
| 2002-03   | 4     | Huesca      | FC Barcelona B      | CB Montcada      | 72–64     | LEB 2     |
| 2003-04   | 4     | Montilla    | CB L'Hospitalet     | UB Sabadell      | 89–73     | LEB 2     |
| 2004-05   | 4     | Palencia    | CB Peñas Huesca     | CB Vic           | 82–69     | LEB 2     |
| 2005-06   | 4     | Guadalajara | CB Prat             | CB Muro          | 83–65     | LEB 2     |
| 2006-07   | 4     | Murcia      | CB Santa Pola       | CB Illescas      | 78–71     | LEB 2     |

### Formato de Liguillas
Con la creación de la Liga LEB Bronce se cambió de formato. Dieciséis equipos se clasificaban para una fase de grupos organizada en el campo de los campeones de cada grupo de Liga Regular. Se establecían cuatro grupos de cuatro equipos, y el campeón de cada grupo ascendía la liga LEB Bronce. Después de los playoffs la FEB establecía una clasificación atendiendo al número de partidos ganados en playoffs para establecer el campeón general de Liga. Este formato solo duró dos años al desaparecer el proyecto de la  Liga LEB Bronce.
| Temporada | Nivel | Campeón          | Segundo    | Tercero         | Cuarto                |
| --------- | ----- | ---------------- | ---------- | --------------- | --------------------- |
| 2007-08   | 5     | Fundación Adepal | Oviedo CB  | CB Valls        | CB Villa de Valdemoro |
| 2008-09   | 5     | CB Olesa         | BC Andorra | CB Santurtzi SK | CB La Vila            |

### Formato Eliminatorias
Treinta y dos equipos (temporada 2009-10) y Dieciséis equipos ( temporadas 2010-11, 2011-12 y 2012-13) se clasificaron para las eliminatorias de ascenso en las que los cuatro equipos semifinalistas conseguían el billete para la LEB Plata.
| Temporada | Nivel | Campeón                   | Segundo              | Tercero          | Cuarto          |
| --------- | ----- | ------------------------- | -------------------- | ---------------- | --------------- |
| 2009-10   | 4     | Oviedo CB                 | Iraurgi SB           | CDB Ciudad Real  | CB L'Alfàs      |
| 2010-11   | 4     | Araberri BC               | CB Bahía San Agustín | CB Santfeliuenc  | Gandía BA       |
| 2011-12   | 4     | Askatuak SBT              | CB Bahía San Agustín | CB Santfeliuenc  | CE Sant Nicolau |
| 2012-13   | 4     | Club Xuventude Baloncesto | Real Canoe NC        | CB Estudiantes B | Zornotza ST     |

### Formato de Liguillas
Se vuelve al formato de liguillas como en las temporadas 2007-08 y 2008-09, la ronda final fue jugada por 16 equipos, dividos en cuatro grupos, donde los cuatro ganadores ascienden a la LEB Plata.
| Temporada | Nivel | Campeón                 | Segundo         | Tercero              | Cuarto                 |
| --------- | ----- | ----------------------- | --------------- | -------------------- | ---------------------- |
| 2013-14   | 4     | Univ. Valladolid        | CE Sant Nicolau | CB Pla de Natesa     | AEC Collblanc-Torrassa |
| 2014-15   | 4     | CB Morón                | CB Andratx      | CB Deportivo Coín    | Fundación CB Granada   |
| 2015-16   | 4     | CB L'Hospitalet         | UPB Gandía      | Albacete Basket      | Alcázar Basket         |
| 2016-17   | 4     | CB Myrtia               | CB Martorell    | Real Canoe NC        | CP La Roda             |
| 2017-18   | 4     | Marín Ence Peixe Galego | CB Almansa      | Club Bàsquet Menorca | CB Villarrobledo       |

### Formato de Liguillas (6 ascensos)
Es el formato actual, mantiene una fase de acenso con 16 equipos divididos en cuatro grupos, los campeones de cada grupo más los dos ganadores de las dos eliminatorias entre los segundos clasificados otorgan las seis plazas de ascenso a Segunda FEB (hasta la temporada 2023-24 denominada LEB Plata).
| Temporada | Nivel | Campeón                                | Segundo                                | Tercero                                | Cuarto                                 | Quinto                                 | Sexto                                  |
| --------- | ----- | -------------------------------------- | -------------------------------------- | -------------------------------------- | -------------------------------------- | -------------------------------------- | -------------------------------------- |
| 2018-19   | 4     | CB Pardinyes                           | CB Cdad Ponferrada                     | CB Tizona                              | UDEA Baloncesto                        | CB Alcobendas                          | CB Estudiantes B                       |
| 2019-20   | 4     | Suspendida por la Pandemia de Covid-19 | Suspendida por la Pandemia de Covid-19 | Suspendida por la Pandemia de Covid-19 | Suspendida por la Pandemia de Covid-19 | Suspendida por la Pandemia de Covid-19 | Suspendida por la Pandemia de Covid-19 |
| 2020-21   | 4     | CB Fuenlabrada B                       | Club Bàsquet Alginet                   | Valencia BC B                          | FC Cartagena CB                        | CB Estudiantes B                       | CB Mollet                              |
| 2021-22   | 4     | Barça B                                | CB Santurtzi SK                        | Baskonia B                             | CB Tormes                              | CB L´Hospitalet                        | CB Pozuelo                             |
| 2022-23   | 4     | Basket Mallorca                        | CB Tarragona                           | UE Mataró                              | CB Santfeliuenc                        | CDB Enrique Benítez                    | CB Alcobendas                          |
| 2023-24   | 4     | CEB Llíria                             | Córdoba CB 2022                        | UB Archena                             | UPB Gandía                             | Cult y Dep Leonesa                     | CE Bisbal Bàsq.                        |
| 2024-25   | 4     | Molina Basket                          | CB Getafe                              | CB Zaragoza                            | Logrobasket Club                       | Circ. Gijón Noega B.                   | CB Valle de Egüés                      |

## Copa EBA
La Copa EBA es un trofeo extinto de Baloncesto español. Empezó  a disputarse en la temporada 1996-97 cuando la Liga EBA era la tercera competición del Baloncesto español y terminó en la 1999-00 con la creación en la temporada siguiente de la liga LEB 2. Su gran dominador fue el CB Cornellà que ganó dos de las cuatro finales. Se disputaba al final de la Liga Regular y accedían a ella los campeones de cada conferencia.

### Historial
| Temporada | Sede      | Campeón     | Finalista         | Resultado |
| --------- | --------- | ----------- | ----------------- | --------- |
| 1996–97   | Gandía    | Gandía BA   | CB Coruña         | 93-74     |
| 1997–98   | La Coruña | CB Calpe    | FC Barcelona B    | 78-68     |
| 1998–99   | Zalla     | CB Cornellà | CB Calpe          | 76-62     |
| 1999–00   | León      | CB Cornellà | Baloncesto León B | 90-79     |

### Palmarés
| Equipo         | Títulos | Temporadas            | Finalista | Temporadas |
| -------------- | ------- | --------------------- | --------- | ---------- |
| CB Cornellà    | 2       | (1998-99) y (1999-00) | 0         |            |
| CB Calpe       | 1       | (1997-98)             | 1         | (1998-99)  |
| Gandía BA      | 1       | (1996-97)             | 0         |            |
| CB Coruña      | 0       |                       | 1         | (1996-97)  |
| FC Barcelona B | 0       |                       | 1         | (1997-98)  |
| B. León B      | 0       |                       | 1         | (1999-00)  |